# أبو العز الحريري
أبو العز حسن علي الحريري أبو العز الحريري، من مواليد 2 يونيو 1946 نائب بمجلس الشعب المصري عن دائرة غرب الإسكندرية عن تحالف الثورة مستمرة  رشحه حزب التحالف الشعبي الاشتراكي لانتخابات الرئاسة المصرية 2012.

## السيرة الذاتية
فيما يلي أهم ما جاء في سيرة النائب «أبو العز الحريري»، خلال مشواره السياسي
- دخل مجلس الشعب شاباً وكان من أصغر الأعضاء في برلمان 1976 «هو من مواليد 1946» ممثلاً لدائره كرموز بالإسكندرية
- اعتقله السادات في 5 سبتمبر عام 1981 مع 1531 من الشخصيات الوطنية من جميع القوى السياسية
- عاد إلى البرلمان مرة أخرى عام 2000 مع الإشراف القضائي على الانتخابات كممثل لدائره كرموز.
- مارس جميع حقوقه الدستورية.. في انتقاد السلطة التنفيذية، وتسلح بحقه في استخدام الأدوات البرلمانية من أسئلة وطلبات إحاطة واستجوابات كاشفاً فساد النظام والحزب الوطني.
- دخل العديد من المعارك مع كبار الشخصيات والمسئولين سواء في الحكومة أو الحزب الوطني
- اشتبك مع أحمد عز في بداية صعوده وسيطرته على الحزب الوطني من خلال صداقته لمبارك الابن وتشكيل لجنة سياسات جمال مبارك، فقدم العديد من الاستجوابات ضد أحمد عز كاشفاً وفاضحاً استيلاءه على شركة حديد الدخيلة بالتواطؤ مع الحكومة ليصبح المحتكر الأول للحديد، ويتحكم في أسعار الحديد.. وكل السلع المتعلقة به
- لم يكتف بنقده الحزب الوطني ورجاله المحتكرين وإنما انتقد سياسات حزب التجمع الذي ينتمي إليه، رافضاً أي تنازل عن سياسة الحزب الداعية إلى التغيير، وانتقد صفقات الحزب مع الحزب الوطني والحكومة.. وشراء الدماغ من التزوير الذي تمارسه السلطة مقابل تعيين هنا أو هناك [4][5]
- ساهم بعد الثورة في تأسيس حزب التحالف الشعبي الاشتراكي [6]
- اتهم المجلس العسكري بأنه يدير الثورة المضادة [7]

## وفاته
توفي مساء الأربعاء الموافق الثالث من سبتمر عام 2014 بعد صراع مع المرض.

## انتخابات رئيس الجمهورية 2012
تقدم حزب التحالف الشعبي الاشتراكي بطرح البرلماني البارز أبو العز الحريري للترشح لانتخابات الرئاسة 2012، معلنا عن استعداده لمناقشة أي مقترحات أخرى في هذا الصدد. [] ,وأكد الحزب ضرورة إدارة مناقشات بين قوى الثورة بشأن التوافق حول اختيار مرشح للرئاسة مع التزام الحزب بالمرشح الذي تتوافق حوله هذه القوى.
جاء ذلك خلال مناقشة الأمانة العامة لحزب التحالف الشعبي الاشتراكي في اجتماعها، حيث رأت ضرورة خوض معركة الانتخابات بمرشح تتوافق حوله كل قوى الثورة، ويتبنى برنامج ومواقف سياسية واضحة من أجل استكمال مطالب الثورة.

## دوره في برلمان 2012-2017
- هاجم المجلس العسكري بقوة في بداية جلسات البرلمان وقال إن مكان المشير طنطاوي هو السجن بجوار مبارك [9]
- هاجم المصرف العربي الدولي وقال إنه استخدم طوال السنوات الماضية لغسل عشرات المليارات من الأموال القذرة ويجب أن يخضع للرقابة [10]
- تقدم برغبة إلى رئيس مجلس الشعب بإنشاء ممر ملاحي بين طابا والعريش بطول 231 كيلو مترا وبأبعاد عملاقة غير مسبوقة "250 قدما غاطسا و 500 إلى 1000 متر عرض "ومينائين عملاقين عند المدخل والمخرج للقناة وكل ميناء يحتوي على محطة تداول حاويات كبرى، بالإضافة إلى مناطق تخزين للسلع الترانزيت ومجموعة من الأحواض ذات الغاطس الكبير لاستقبال السفن العملاقة للإصلاح والصيانة، كما تضمن المشروع إنشاء عدد من المدن الجديدة وإدخال تقنية التحلية للمياه لإعادة استخدامها في الزراعة والشرب.[11]

## أقرأ أيضاً
- حزب التحالف الشعبي الاشتراكي
- تحالف الثورة مستمرة
- مجلس الشعب المصري

## وصلات خارجية
- أبو العز الحريري: محاكمة مبارك مسرحية هزلية..فقضايا فساد بيع القطاع العام كفيلة بشنقه [وصلة مكسورة]
- أبو العز الحريري: المصرف العربي الدولي استخدم لغسل مليارات الدولارات "القذرة"